# Battle of the Damned
Battle of the Damned ist ein US-amerikanischer Katastrophenfilm von Christopher Hatton aus dem Jahr 2013.

## Handlung
In einem abgelegenen Testlabor geht ein Experiment schief, woraufhin ein fataler Erreger freigesetzt wird. Schon bald breitet sich eine Virus-Epidemie auf der Erde aus, die die Menschen entweder direkt tötet oder in gedankenlose, zombieartige Lebewesen verwandelt. Nachdem die Seuche den Großteil der Zivilisation ausgelöscht hat, bleiben nur ein paar vereinzelte Überlebende übrig. Unter ihnen befindet sich der Soldat Max Gatling, Mitglied einer privatisierten militärischen Einheit, der sich nun mit einer Gruppe von Überlebenden zusammenschließen und mit der Hilfe von Robotern aus dem Testlabor gegen die Armeen aus Infizierten kämpfen muss, um das eigene Überleben und das der gesamten „menschlichen Rasse“ zu sichern. Doch dabei sind die Ressourcen knapp und die Chancen auf einen Sieg verschwinden.

## Hintergrund
Seine Premiere hatte der Film am 12. Juli 2013, als er limitiert in die deutschen Kinos kam. Die Veröffentlichung auf DVD, 3D Blu-ray und Blu-ray erfolgte in Deutschland am 1. August 2013 durch den Rechteinhaber SUNFILM und ist in den Vereinigten Staaten für den 18. Februar 2014 geplant.
Die Dreharbeiten fanden in Malaysia und Singapur statt.

## Rezeption
Battle of the Damned erhielt überwiegend gemischte Kritiken. Peter Turner von Filmoria vergab dem Film zwei von fünf Sternen und nannte das Werk „Damned Disappointing“ (dt.: Verdammt enttäuschend).
JoBlo.com vergab dem Film sieben von 10 erreichbaren Punkten.